# 米高伊斯·干斯坦天奴
米高伊斯·干斯坦天奴（英語：Michalis Konstantinou，1978年2月19日—），是一名塞浦路斯足球运动员，司职前鋒，他是現今塞浦路斯國家隊入球最多的球員，共攻入27個入球。
在他的球會奧莫尼亞他是絕對的英雄，干斯坦天奴是一個力量型的前鋒，在年青時，已加盟希臘班霸彭拿典奈高斯。不過，他後來在2005年叛逃至同城死敵奧林比亞高斯。

## 生涯

### 早年
他在帕拉利姆尼開始了他的職業足球生涯，在1996/97賽季，為他們在25場比賽攻入17粒進球，成為塞冠的神射手。1997年，伊拿克里斯看中他，干斯坦天奴證明了他的巨大入球能力，在球隊渡過四個賽季，在119場比賽射入61球，他也參與了歐洲足協盃。

### 彭拿典奈高斯
2001年，彭拿典奈高斯以3個球員加上11.3m把他收歸旗下。許多人認為這是一個了不起的舉措，年輕的前鋒塞浦路斯超過天賦足以證明彭拿典奈高斯所付出的是物有所值 - 這是迄今最高身價的塞浦路斯球員。
高身價的壓力並沒有嚇倒干斯坦天奴，他還有機會參與歐聯賽事，他贏得讚揚他在球隊當時的表現有絕對的作用。他在在歐聯八強第二回合魯營球場射入了一個入球，助球隊擊敗巴塞羅那。但他的入球不足以助彭拿典奈高斯濟身四強，因為之後球隊被攻進3粒進球而被淘汰。不幸的是彭拿典奈高斯，巴塞羅那也確實不負眾望，贏得了3-1。
他的第二個賽季表現平平，受傷患限制，只能參與的21場聯賽。干斯坦天奴試圖扭轉局面，在2003/04希臘杯決賽中獨中兩元而取得盃賽最佳球員，但他沒有在以前般多產 - 僅射入5球。
2004/05球季，他進行了很好的賽季，為球隊在聯賽攻入15球，但彭拿典奈高斯失落獎項。 干斯坦天奴甚至曾助在主場 1-0勝當年冠軍奧林比亞高斯，但它的作用不大，為時已晚，他不續簽合同。奧林比亞高斯抓住了這個機會，在2005年7月14號，與干斯坦天奴簽署了一項為期三年的合約。

### 奧林比亞高斯
成為奧林比亞高斯球員後，他助球隊贏得2005/06年度球季雙料冠軍，並兩度成為雙料冠軍。在2005/06年度的希臘杯決賽，在奧林匹亞高斯3-0擊敗AEK雅典，干斯坦天奴射入他首個入球。他還取得了遲到的進球，使在賽季初1-2敗給AEK雅典（最後的比分1-3）和對他的老東家彭拿典奈高斯，射入1球使其比分成3-1（結果 3-2）。在2007年，他助球隊蟬聯雙料冠軍，儘管本賽季多次受傷和糟糕的運氣，但他仍設法在一些重要的比賽爭取表現，最顯著是在歐聯作客薩克達時的入球。
在2007-2008賽季，他飽傷患使失去正選予高華斯域。這是在奧林比亞高斯的最後一季。

### 現在
他被傳加盟韋斯咸，諾域治和昆士柏流浪，但最終不了了之，干斯坦天奴在2008-09賽季效力希臘球會伊拿克利斯中途，他轉回塞浦路斯效力奧莫尼亞。

### 國際賽
在國家隊，他一直是塞浦路斯的攻擊矛頭。他首度代表國家隊出場是於1998年8月對阿爾巴尼亞。他的前兩個進球是在1999年2月10日對聖馬力諾時取得（最終比分4-0）。他作為推動力量使他的國家取得巨大的進步，雖然他們沒有晉身到2000年或2004年歐國盃決賽週。但他在2006年對愛爾蘭也梅開二度。

## 榮譽
彭拿典奈高斯
- 希臘超級聯賽 (1): 2004
- 希臘盃 (1): 2004

奧林比亞高斯
- 希臘超級聯賽 (3): 2006, 2007, 2008
- 希臘盃  (2): 2006, 2008
- 希臘超級盃 (1) 2007

## 連結
- UEFA.com biography （页面存档备份，存于）
- National Football Teams （页面存档备份，存于）